# Liste der Kulturdenkmäler in Senheim
In der Liste der Kulturdenkmäler in Senheim sind alle Kulturdenkmäler der rheinland-pfälzischen Ortsgemeinde Senheim einschließlich des Ortsteils Senhals aufgeführt. Grundlage ist die Denkmalliste des Landes Rheinland-Pfalz (Stand: 21. September 2023).

## Einzeldenkmäler
| Bezeichnung                                                | Lage                                                        | Baujahr                    | Beschreibung | Bild                                    |
| ---------------------------------------------------------- | ----------------------------------------------------------- | -------------------------- | --- | --------------------------------------- |
| Wohnhaus                                                   | Senheim, Altmai 17/19 Lage                                  | 16. bis 18. Jahrhundert    | Fachwerkhaus, teilweise massiv, verputzt, bezeichnet 1774, Schildgiebel, 16. Jahrhundert; dreigeschossiger Fachwerkanbau, teilweise massiv, verputzt, 17. Jahrhundert | Fotos hochladen                         |
| Winzerhof                                                  | Senheim, Altmai 21 Lage                                     | um 1840                    | Winzerhof; Putzbau, um 1840 | Fotos hochladen                         |
| Torbogen                                                   | Senheim, Altmai, an Nr. 23 Lage                             | 1613                       | Basaltbogen, bezeichnet 1613 | Fotos hochladen                         |
| Hotel                                                      | Senheim, Am Gestade 5 Lage                                  | 1786                       | abgewalmter Mansarddachbau, bezeichnet 1786, Hotelvorbau | Fotos hochladen                         |
| Gemeindehaus                                               | Senheim, Am Gestade 6 Lage                                  | 19. Jahrhundert            | ehemalige Schule; Bruchsteinbau, 19. Jahrhundert | Fotos hochladen                         |
| Kriegerdenkmal                                             | Senheim, Brunnenstraße Lage                                 | 20. Jahrhundert            | Kriegerdenkmal, Pylon mit Löwe | Fotos hochladen                         |
| Wohnhäuser                                                 | Senheim, Brunnenstraße 9, Marktstraße 8 Lage                | 1840                       | zwei Bruchsteinbauten, Krüppelwalmdach, bezeichnet 1840 | Fotos hochladen                         |
| Pfarrhaus                                                  | Senheim, Brunnenstraße 32 Lage                              | Mitte des 19. Jahrhunderts | ehemaliges Pfarrhaus; Krüppelwalmdachbau, Mitte des 19. Jahrhunderts | Fotos hochladen                         |
| Relief                                                     | Senheim, Drillesplatz                                       | 1726                       | Kreuzigungsgruppe, Sandsteinrelief, 1726 | Direkt Bild zu diesem Denkmal hochladen |
| Pfarrgarten                                                | Senheim, Hinter der Kirche Lage                             | 1784                       | barocke Kreuzgartenanlage mit Mauer und Tor, bezeichnet 1784 | BW                                      |
| Wohnhaus                                                   | Senheim, Kirchhellener Straße 1 Lage                        | 19. Jahrhundert            | Fachwerkhaus, teilweise massiv, 19. Jahrhundert | BW                                      |
| Katholische Pfarrkirche St. Katharina                      | Senheim, Kirchplatz 1 Lage                                  | 1765–69                    | spätromanischer Westturm mit spätgotischen Helm; barocker Saalbau, 1765–69, Architekt Paul Stähling, Straßburg; auf dem Friedhof: Nischenkreuz, Basalt, bezeichnet 1615; gusseisernes Missionskreuz, bezeichnet 1855; sechs Grabkreuze, 1689, 18. Jahrhundert; Grotte mit Madonnenfigur, 19. Jahrhundert; Kreuzigungsgruppe als Grabmal, 20. Jahrhundert; neuklassizistisches Grabmal, 1910; an der Totenkapelle: reliefierter Wegekreuzsockel, 18. Jahrhundert; in der Friedhofsmauer: Remigiusrelief, 18. Jahrhundert; Wegekreuzfragment, 17. Jahrhundert (?) | weitere Bilder Fotos hochladen          |
| Winzerhaus                                                 | Senheim, Marktstraße 3 Lage                                 | 19. Jahrhundert            | Winzerhaus; Bruchsteinbau, Krüppelwalmdach, 19. Jahrhundert | BW                                      |
| Vogtei                                                     | Senheim, Vogtei 4 Lage                                      | um 1240                    | ehemalige Vogtei; romanischer Wohnturm, dendrodatiert um 1240 ± 5 Jahre | Fotos hochladen                         |
| Relief                                                     | Senheim, Vogtei, Ecke Zeller Straße Lage                    |                            | Relief, barock | Fotos hochladen                         |
| Wohnhaus                                                   | Senheim, Zeller Straße 11 Lage                              | 1920er Jahre               | Putzbau, zwei Eckpavillons, 1920er Jahre | Fotos hochladen                         |
| Wohnhaus                                                   | Senheim, Zeller Straße 25 Lage                              | 1920er Jahre               | Putzbau, Heimatstil, 1920er Jahre | BW                                      |
| Obersthäuschen                                             | Senheim, südlich des Ortes (verlängerte Zeller Straße) Lage | 18. Jahrhundert            | Wegekapelle, Putzbau, 18. Jahrhundert, darin Skulptur einer Ordensheiligen, 19. Jahrhundert | BW                                      |
| Brunnen                                                    | Senhals, Fährstraße                                         |                            | Schwengelpumpe, Gusseisen, Brunnenbecken | Direkt Bild zu diesem Denkmal hochladen |
| Wohnhaus                                                   | Senhals, Fährstraße 8 Lage                                  | 1747                       | Fachwerkhaus, teilweise massiv, Mansarddach, bezeichnet 1747; rückwärtig Bruchsteinhaus, wohl aus dem 16. Jahrhundert | BW                                      |
| Altes Fährhaus                                             | Senhals, Fährstraße 13 Lage                                 | 1780                       | Fachwerkbau, teilweise massiv, Mansarddach, bezeichnet 1780 | BW                                      |
| Katholische Kapelle St. Maria Magdalena, Cosmas und Damian | Senhals, Moselweinstraße 28 Lage                            | 13. Jahrhundert            | kleiner Saalbau, im Kern eventuell noch aus dem 13. Jahrhundert; Grabkreuzfragment, bezeichnet 1598 | weitere Bilder Fotos hochladen          |
| Fabrikruine                                                | Senhals, nordwestlich des Ortes an der B 49 Lage            |                            | Ruine einer Fabrik, Putzbau mit Mittelrisalit | Fotos hochladen                         |